# Ritratto di Carlo I a cavallo
Il Ritratto di Carlo I a cavallo è un dipinto a olio su tela (367x292 cm) di Antoon van Dyck, databile al 1636 e conservato nella National Gallery di Londra.

## Storia
Dal 1632 van Dyck fu pittore di corte per Carlo I d'Inghilterra, curandone l'immagine pubblica attraverso numerosi ritratti, che rispecchiano il pensiero del sovrano che si sentiva monarca assoluto, legittimato da Dio. Questo ritratto, del quale esiste anche un'altra versione, il Ritratto di Carlo I con M. de Saint-Antonie suo maestro di equitazione, fu eseguito verosimilmente sul finire del periodo inglese dell'artista, prima dello scoppio della guerra civile che portò all'esecuzione capitale del re, nel 1649.
Venduto dopo la morte del sovrano, passò in diverse collezioni private (tra cui quella prestigiosa dei duchi di Marlborough a Blenheim Palace) e dopo vari passaggi approdò al museo londinese che lo acquistò nel 1885.

## Descrizione e stile
Van Dyck, ispirandosi al Ritratto di Carlo V a cavallo di Tiziano, ritrasse il re nella sua armatura da parata, con il bastone del comando e con al collo il medaglione del sovrano dell'Ordine della Giarrettiera, come se si stesse ponendo a capo dei suoi cavalieri. Sull'albero una targa ricorda il nome del re: CAROLVS REX MAGNÆ BRITANIÆ.
Il magnifico cavallo, dalla muscolatura e possenza visibilmente accentuate, fa da degno mezzo del re, immortalato al passo, con una zampa sollevata e lo sguardo decisamente proiettato nella stessa direzione del cavaliere. La sellatura è ricca ma non appariscente e, al seguito, vi è un paggio che regge l'elmo. La particolare composizione, con gli alberi sullo sfondo, riesce a mettere al centro della scena lo sguardo del sovrano, che si proietta verso l'apertura paesaggistica, simboleggiando il suo lungimirare. L'incarnato chiaro risalta infatti sia per linee di forza, sia per il contrasto con lo sfondo scuro dato dai capelli e dal fogliame. La cromia inoltre, leggermente spenta e tendente alle ombre, ha il suo culmine nel cielo blu intenso, solcato da nubi chiare, il tipico cielo inglese.